# Aleksandra Fedorova
Pour les articles homonymes, voir Fiodorova.
Aleksandra Fedorova, née le 23 février 1987, est une rameuse russe.

## Palmarès

### Championnats d'Europe
- 2015 à Poznań, (Pologne)
  -  Médaille d'or en Huit